# Reventin-Vaugris
Reventin-Vaugris – miejscowość i gmina we Francji, w regionie Owernia-Rodan-Alpy, w departamencie Isère.
Według danych na rok 1990 gminę zamieszkiwało 1 331 osób, a gęstość zaludnienia wynosiła 72 osoby/km² (wśród 2880 gmin regionu Rodan-Alpy Reventin-Vaugris plasuje się na 630. miejscu pod względem liczby ludności, natomiast pod względem powierzchni na miejscu 567.).